# Distretto di Binga
Il distretto di Binga è uno dei 7 distretti che compongono la Provincia del Matabeleland Settentrionale, in Zimbabwe. ha una popolazione di 159.982 abitanti e una superficie di 13.338 Km². È il distretto più a nord della sua provincia.

## Demografia
La popolazione è costituita dal popolo Ndebele ma c'è anche una minoranza Tonga.
| Censimento (Anno) | Popolazione     |
| ----------------- | --------------- |
| 2002              | 120.008         |
| 2012              | 139.092 (+1,5%) |
| 2022              | 159.982 (+1,5%) |

## Stereotipi contro i Tonga
Di recente, il ministro dell'istruzione di 1° e 2° grado ha pubblicato un libro per la nuova materia "Patrimonio culturale". Subito molti dei contenuti sono stati definiti "discriminatori" contro i Tonga. Per esempio, gli autori Mashaar S. e B. B. Matseketsa hanno fatto passare la corte del Regno di Tonga come cultura dei tonga zimbabwesi senza verificare e in un'altra sezione hanno accennato che nella cultura tonga la pratica dell'incesto è accettata e considerata come "pratica che migliora il matrimonio". Tutto questo è stato contestato dalla comunità Tonga che ha visto gli argomenti della nuova materia come scritti senza attenzione e come metodo per affermare la supremazia Shona.
Per quanto la questione sia ancora irrisolta, ci sono delle indiscrezioni che verrà presentata una petizione al ministero dell'istruzione affinché il libro venga rimosso e la comunità possa dare un contributo ad un nuovo libro.